# Ignacio Provencio
Ignacio Provencio (29 giugno 1965) è un neuroscienziato statunitense e scopritore della melanopsina, un'opsina che si trova nelle cellule gangliari fotosensibili specializzate nella retina dei mammiferi.
È stato presidente del comitato di programma della Society for Research on Biological Rhythms dal 2008 al 2010.